# Tituly a vyznamenání Beatrix Nizozemské

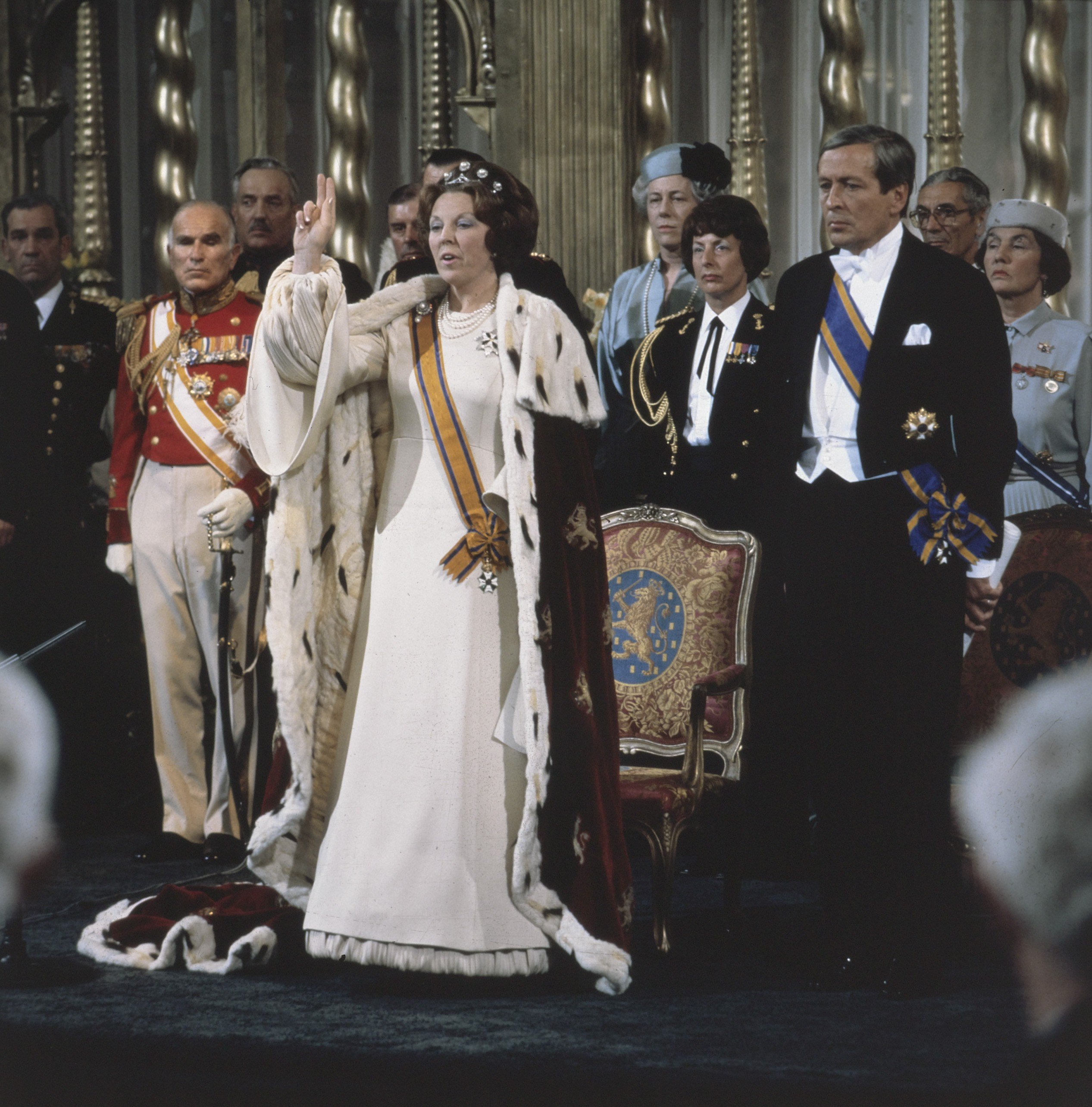
Královna Beatrix Nizozemská skládá přísahu během své korunovace v roce 1980.

Beatrix Nizozemská je držitelkou řady titulů a vyznamenání, která získala před nástupem na trůn, během své vlády i po své abdikaci. Mezi nimi je i řada historických titulů. V době své vlády od 30. dubna 1980 do 30. dubna 2013 byla také velmistryní nizozemských řádů.

## Tituly
- 31. ledna 1938 – 30. dubna 1980: Její královská výsost Princezna Beatrix Nizozemská, Princezna Oranžsko-Nasavská, Princezna z Lippe-Biesferfeldu[1]
- 30. dubna 1980 – 30. dubna 2013: Její veličenstvo Královna
- 30. dubna 2013 – dosud: Její královská výsost Princezna Beatrix Nizozemská, Princezna Oranžsko-Nasavská, Princezna z Lippe-Biesferfeldu[1]

Princezna Beatrix byla držitelkou aristokratických titulů od svého narození (nejdříve jako vnučka a dcera nizozemského panovníka, nakonec jako panovnice).
Plný titul královny Beatrix Nizozemské zněl: Beatrix, z Boží milosti, královna Nizozemska, princezna Oranžsko-nassavská, princezna z Lippe-Biesterfeldu, Lady z Amsbergu, markýza z Veere a Flushingu, hraběnka z Katzenelnbogenu, Viandenu, Diezu, Spiegelbergu, Burenu, Leerdamu a Culemborgu, purkrabí z Antverp, baronka z Bredy, Diestu, Beilsteinu, města Grave a země Cuyk, IJsselsteinu, Cranendonku, Eindhovenu, Liesveldu, Herstalu, Warnetonu, Arlay a Nozoroy, dedičná svobodná paní z Amelandu, lady z Borcula, Bredevoortu, Lichtenvoorde, Het Loo, Geertruidenbergu, Clundertu, Zevenbergenu, Hooge a Lage Zwaluwe, Naaldwijku, Polanenu, St Maartensdijku, Soestu, Baarnu, Ter Eemu, Willmestadu, Steenbergenu, Montfortu, St Vithu, Bütgenbachu, Dasburgu, Niervaartu, Turnhoutu a Besançonu.
Oficiální dokumenty často podepisovala pouze jako "Beatrix". V běžné řeči byla označována jako Královna (de koningin nebo de vorstin) nebo Její Veličenstvo (Hare Majesteit). Při rozhovoru s královnou bylo zvykem ji zpočátku oslovovat Vaše Veličenstvo nebo v nizozemštině Uwe Majesteit. Postupně se přešlo k oslovení Mevrouw (madam).

## Vyznamenání

Erb Beatrix Nizozemské jakožto dámy Podvazkového řádu

### Nizozemská vyznamenání

#### Velmistryně nizozemských řádů
Beatrix Nizozemská byla v době své vlády od 30. dubna 1980 do 30. dubna 2013 velmistryní nizozemských řádů.
- Vojenská řád Vilémův
- Řád nizozemského lva
- Řád dynastie Oranžsko-nasavské
- spolu-velmistryně Nasavského domácího řádu zlatého lva
- Řád Oranžské dynastie
- Řád koruny

#### Osobní nizozemská vyznamenání
- rytíř velkokříže Řádu nizozemského lva
- Inaugurační medaile královny Juliány
- Medaile stříbrného výročí královny Juliány a prince Bernharda
- Návštěvní medaile Nizozemských Antil
- Svatební medaile prince Viléma Alexandra a Maximy Zorruigety – 2. února 2002
- Inaugurační medaile krále Viléma Alexandra – 30. dubna 2013

### Zahraniční vyznamenání

Erb Beatrix Nizozemské jakožto členky Řádu Serafínů

- Belgie
  -  velkostuha Řádu Leopolda – 2003
- Brazílie
  -  velkokříž s řetězem Řádu Jižního kříže – 24. března 2003
- Brunej
  -  Královský rodinný řád koruny Bruneje – 21. ledna 2013
- Bulharsko
  -  Řád Stará planina I. třídy – 1999
- Dánsko
  -  rytíř Řádu slona – 1973[4]
- Estonsko
  -  Řád kříže země Panny Marie I. třídy s řetězem – 14. května 2008[5]
- Etiopské císařství
  -  velkostuha Řádu královny ze Sáby – 1969
- Filipíny
  -  člen Řádu Gabriely Silang – 1979[6]
- Finsko
  -  velkokříž s řetězem Řádu bílé růže – 1990[7]
- Francie
  -  velkokříž Řádu čestné legie – 6. února 1984
- Ghana
  -  společník Řádu ghanské hvězdy – 21. října 2008
- Chile
  -  velkokříž s řetězem Řádu za zásluhy – 19. března 2003
- Indonésie
  -  člen I. třídy Řád hvězdy Indonéské republiky – 27. srpna 1995
  -  člen II. třídy Řádu hvězdy Mahaputera
- Írán
  -  člen I. třídy Řádu Plejád – 1963
- Island
  -  velkokříž s řetězem Řádu islandského sokola – 1994
- Itálie
  -  rytíř velkokříže Řádu zásluh o Italskou republiku – 23. října 1973[8]
  -  rytíř velkokříže s řetězem Řádu zásluh o Italskou republiku – 27. března 1985[9]
- Japonsko
  -  velkokříž s řetězem Řádu chryzantémy
- Jižní Afrika
  -  velkokříž Řádu dobré naděje – 1996[10]
- Jordánsko
  -  řetěz Řádu al-Husajna bin Alího
  -  Nejvyšší řád renesance
  -  velkostuha Řádu jordánské hvězdy
- Jugoslávie
  -  velkokříž Řádu jugoslávské hvězdy
- Katar
  - Řetěz nezávislosti – 9. března 2011[11]
- Libérie
  -  velkostuha Řádu liberijských průkopníků
- Litva
  -  velkokříž se zlatým řetězem Řádu Vitolda Velikého – 18. června 2008[12]
- Lotyšsko
  -  velkokříž s řetězem Řádu tří hvězd – 17. května 2006 – udělila prezidentka Vaira Vīķe-Freiberga[13]
- Lucembursko
  -  rytíř Nasavského domácího řádu zlatého lva
  -  velkokříž Řádu Adolfa Nasavského
  -  velkokříž Řádu dubové koruny
- Mexiko
  -  řádový řetěz Řádu aztéckého orla – 2. listopadu 2009 – udělil prezident Felipe Calderón[14]
- Německo
  -  velkokříž speciální třídy Záslužného řádu Spolkové republiky Německo – 1. března 1983
- Nepál
  -  Řád Ojaswi Rajanya – 21. dubna 1967[15]
- Norsko
  -  velkokříž s řetězem Řádu svatého Olafa – 1964
- Omán
  -  řetěz Řádu Al-Saída – 10. ledna 2012[16]
- Peru
  -  velkokříž Řádu peruánského slunce – 1997
- Pobřeží slonoviny
  -  velkokříž Národního řádu Pobřeží slonoviny – 1973
- Polsko
  -  rytíř Řádu bílé orlice – 29. září 1994 – udělil prezident Lech Wałęsa[17]
- Portugalsko
  -  velkokříž s řetězem Řádu prince Jindřicha – 14. května 1991[18]
- Rakousko
  -  velká čestná dekorace ve zlatě na stuze Čestného odznaku Za zásluhy o Rakouskou republiku – 1961[19]
  -  velkohvězda Čestného odznaku Za zásluhy o Rakouskou republiku – 1994[20]
- Rumunsko
  -  velkokříž s řetězem Řádu rumunské hvězdy – 2001[21]
- Řecko
  -  dáma velkokříže Řádu svaté Olgy a Sofie – 13. května 1962
  -  velkokříž Řádu Spasitele
- Senegal
  -  velkokříž Národního řádu lva
- Slovensko
  -  Řád bílého dvojkříže I. třídy – 21. května 2007 – udělil prezident Ivan Gašparovič[22][23]
- Spojené arabské emiráty
  -  Řád Zajda – 9. ledna 2012[24]
- Spojené království
  -  dáma cizinka Podvazkového řádu – 28. června 1989[25]
  -  Královský Viktoriin řetěz – 18. listopadu 1982[26]
  -  čestná dáma velkokříže Královského Viktoriina řádu – 25. března 1958
- Surinam
  -  velkostuha Čestného řádu žluté hvězdy
- Španělsko
  -  dáma Řádu zlatého rouna – 7. října 1985 – udělil král Juan Carlos I.[27]
  -  dáma velkokříže Řádu Isabely Katolické – 15. března 1980 – udělil král Juan Carlos I.[28]
- Švédsko
  -  Řád Serafínů – 6. října 1976
  -  Medaile k 50. narozeninám krále Karla XVI. Gustava – 30. dubna 1996
  -  Medaile k 70. narozeninám krále Karla XVI. Gustava – 30. dubna 2016
- Thajsko
  -  dáma Řádu Rajamitrabhorn – 26. prosince 2003[29]
  -  dáma Řádu Mahá Čakrí – 24. října 1960[30]
- Tunisko
  -  velkostuha Řádu republiky – 1973
- Turecko
  -  Řád Turecké republiky – 2012 – udělil prezident Abdullah Gül[31]
- Venezuela
  -  velkokříž s řetězem Řádu osvoboditele – 1987

### Nestátní oceněnní
- Cena Karla Velikého – Cáchy, 16. května 1996[32]

## Akademické tituly
- Doctor honoris causa Univerzity v Leidenu – 8. února 2005

## Eponyma
Mnoho organizací nese jméno bývalé královny Beatrix.
- Krajská nemocnice královny Beatrix (Streekziekenhuis Koningin Beatrix) ve Winterswijku[33]
- Mezinárodní letiště královny Beatrix na Arubě
- Škola královny Beatrix na Arubě[34]
- Nemocniční zdravotní centrum královny Beatrix na Svatém Eustachu[35]
- Katedra nizozemštiny královny Beatrix na UC Berkeley[36]
- Pečovatelský dům královny Beatrix v Albion Park Rail v Novém Jižním Walesu[37]
- její jméno nese i řada parků, například Park Beatrix v Oud-Zuidu (ve čtvrti Amsterdamu), v Almere, v 's-Hertogenboschu, v Utrechtu či v Schiedamu